# Централна библиотека Срба у Хрватској
Централна библиотека Срба у Хрватској у Загребу формално је основана 26. јануара 1996 године када је библиотека Српског културног друштва "Просвјета" постала централна библиотека за српску заједницу у Хрватској.
Фонд библиотеке сачињавају књиге о фолософији, психологији, српској књижевности, религији и осталим темама. Значајан део књижевне грађе сакупљен у првим годинама након обнове Просвјетиног рада биле су књиге на ћирилици и/или екавици које су почетком 1990-их систематски отписане из грађе других библиотека у Загребу.
Осим у Загребу, грађа библиотеке може да се посуди и на 26 других локација месних пододбора Просвјете широм Хрватске. Библиотека блиско сарађује са Народном библиотеком Србије, Библиотеком Матице српске, Амбасадом Републике Србије у Загребу, Министарством културе и Министарством за дијаспору Републике Србије.

## Историја
Централна библиотека СКД Просвјета основана је 4. јануара 1948. годне у П росвјетиној згради у Прерадовићевој улици у Загребу. Књижни фонд се сстојао од 40 000 свезака од чега је готови три четвртине био фонд националне историје и књижевности. Библиотека је затворена 1953. године, а њен богати књижни фонд предан је тадашњем Музеју Срба у Хрватској, Универзитетској библиотеци у Загреву и Југословенској академији наука и уметности. Само друштво Просвјета деловало је до  1971. године када је забрањено, а формално је угашено 1980. године. Покушаји обнове активности СКД "Просвјета" почели су 1990. године, да би две године касније, 1992. године, друштво поново почело са радом. Иницијатива за обнову бибилиотеке постала је приоритет 1995. године, а рад библиотеке је обновљен у јануару 1996. године (на дан св. Саве).